# Троицк (Кулундинский район)
Троицк — село в Кулундинском районе Алтайского края. Входит в состав Октябрьского сельсовета.

## История
Основано в 1908 году. В 1928 г. село Троицкое состояло из 167 хозяйств, центр Троицкого сельсовета Славгородского района Славгородского округа Сибирского края. Колхоз «Маяк Ильича». С 1957 г. отделение совхоза «Кулундинский».

## Население
В 1928 году в посёлке проживало 897 человек (428 мужчин и 469 женщин), основное население — украинцы. По переписи 1959 г. в селе проживало 424 человека (195 мужчин и 229 женщин).
| 1997 | 1998 | 1999 | 2000 | 2001 | 2002 | 2003 |
| ---- | ---- | ---- | ---- | ---- | ---- | ---- |
| 286  | ↘261 | ↗266 | ↘262 | ↗272 | ↘260 | ↘244 |
| 2004 | 2005 | 2006 | 2007 | 2008 | 2009 | 2010 |
| ↘234 | ↘230 | ↘226 | ↗230 | ↘217 | ↘203 | ↘202 |
| 2011 | 2012 | 2013 |      |      |      |      |
| ↗204 | ↘188 | ↘180 |      |      |      |      |